# Európa expressz
Az Európa Expressz 1998-ban készült, 1999-ben bemutatott színes, magyar akció-thriller, amit Horváth Csaba rendezett. A film folytatása, a Rendőrsztori című 4 részes televíziós sorozat 2000-ben készült, és 2002-ben került bemutatásra.

## Fogadtatása
A premiert követő vetítések során a cselekményt, a filmes trükköket, a színészek alakítását, a rendezést, a képi és hanghatásokat, a kellékeket és eszközöket rengeteg negatív kritika érte. A filmben számos, a vasutas és filmes szakma, illetve a közönség szempontjából egyaránt könnyen észrevehető technikai és egyéb baklövés, feltűnő hiba akad. Az Európa expressz csak mérsékelt nézettségre tett szert a hazai mozikban és a közönség előtt is alacsony népszerűséget ért el. Hosszú ideig számos vélemény a legrosszabb magyar közönségfilmek között emlegette az Európa Expresszt, míg végül ezt a teljesítményét a Szuperbojz és az Álom.net című filmek múlták alul, amelyek az IMDB nemzetközi szégyenlistáin is élvonalba jutottak.

## Történet
|  | Alább a cselekmény részletei következnek! |

A rendőrök el szeretnék fogni a körözött az orosz maffiavezért, Zavarovot. A Józsefvárosi pályaudvaron nem volt sikeres az akció, viszont az egyik embernél lévő vonatjegyből kiderítették, hogy mikor, mivel és hova szeretnének lelépni. A Papp alezredes által vezetett különleges egység illegálisan nyomoz tovább: úgy gondolják, ha rájönnek, ki a besúgó a rendőrök közt, visszakapják az ügyet. Felszállnak ők is a Bécsbe induló vonatra. A Nagy embernek elmondja Papp, hogy ott ül vele egy vonaton a maffiavezér. Nemsokára a besúgótól megkapja a hírt, hogy a rendőrök a vonaton vannak. Jimmy és Edit, Papp lánya Zavarovékkal szemben ül, és mint megszeppent nászutasok, nem zárják be őket a vonat első vagonjába. Editet Zavarov tolmácsként használja, és azt sem tudja, mennyi idő, amíg Bécsbe jutnak. Papp alezredes egy ívben, amikor a vonat lassít, kiugrik, és hazautazik Budapestre. Az osztrák hatóságok nem akarják beengedni a vonatot, így azzal az ötlettel állnak elő a Nagy embernél, hogy vezessék vissza a vonatot Budapestre, a Nyugati pályaudvarra, és hitessék el Zavarovval, hogy az Bécs. Papp azt mondja, hogy az oroszoknak minden betű hasonló, mivel latin írás.
|  | Itt a vége a cselekmény részletezésének! |

## Szereplők
- Stohl András (Béci)
- Dobó Kata (Papp Edit)
- Kamarás Iván (Jimmy)
- Szilágyi Tibor (Papp Gábor[4] alezredes)
- Rátóti Zoltán (Igor Zavarov)
- Rajhona Ádám (civilruhás, Nagy ember)
- ifj. Jászai László (Golyó)
- Gáspár András (Kenő)
- Schlanger András (Jenőke)
- Kaszás Géza (Szerjozsa)
- Végh Péter (Hadházy)
- Gryllus Dorka (diáklány)
- Rubold Ödön (jegyvizsgáló)
- Spindler Béla (mozdonyvezető)
- Blaskó Péter (MÁV-igazgató)
- Beleznay Endre (fiatal kommandós)
- Csiszár Imre (Alexej)
- Hegyesi Csaba (maffiózó)
- Kerekes Zoltán (maffiózó)
- Lázár Csaba (maffiózó)
- Szűcs László (maffiózó)
- Murga György (maffiózó)
- Pichler Jenő (maffiózó)
- Novotta Dániel (maffiózó)
- Galler András (maffiózó)
- Kollárszky Roland (maffiózó)
- Sztrapák Ferenc (kommandós parancsnok)
- Tihanyi Tóth Kinga (titkárnő)
- Baranyi Péter (alkalmazott)
- Takács (Barnóczky) Ákos (díszlettervező)
- Bólya László (parasztember)
- Dora György (vasutas)
- Császár Zsolt (roma származású számítógép szakértő)

## Érdekességek
- A Nickelsdorfnak feltüntetett állomás valójában Szabadbattyán, a film jeleneteinek jelentős részét a Szabadbattyán–Börgönd vasútvonalon vették fel.
- A filmet eredetileg tévésorozatnak szánták, végül mozifilm lett belőle.
- Papp alezredes szerepét eredetileg Bujtor Istvánnak szánták, végül Szilágyi Tibor kapta meg.
- A rendőröket eredetileg egy generációval idősebb színészekkel akarták eljátszatni, olyanokkal mint Mácsai Pál, Bubik István, Kaszás Attila, Hirtling István, végül a 3-4 évig tartó fejlesztés során az alkotók úgy gondolták, hogy ők már túl öregek, így lett a mostani szereposztás.
- Stohl András valóban egy 60 km/h órával haladó vonatra ugrott rá a helikopterről, amiről a rendezőnek nem volt tudomása, mert ő neki az volt a terve, hogy Kivés György kaszkadőr csinálja majd meg a jelenetet. Ő vele is felvették, de később a Stohllal forgatott jelenet került bele a filmbe.
- Rátóti Zoltánnak külön kérése volt, hogy fessék be vörösre a haját.
- Az eredeti tervek szerint a Nyugati pályaudvaron a vonat áttörte volna az ütköző bakot, és tovább is rohan egy kicsit a körút felé, végül az akkoriban még hiányos technikai trükkök miatt ezt nem tudták megcsinálni.
- A TV2 egy módosított változatát mutatta be a filmnek, ami a DVD-re is felkerült. A főbb különbségek a moziváltozathoz képest:
  - az eredeti 16:9-es képarányt 4:3-asra csonkították;
  - az eredeti feliratot egy újabb réteggel takarták le;
  - a menekülni próbáló diáklányt elfogó alvezér jelzésére, hogy a vonat indulhat, 2 másodperces snittben látható, ahogy a mozdonyt elfoglaló gengszter nyugtázza az indításjelzést;
  - a tűzharc során a vonatból kihajoló gengsztert ért fejlövés jelenete rövidebbre van vágva;
  - a stáblista alatt a Bon-Bon együttes Gengszter dal című száma helyett a film saját zenéje hallható, de a stáblistán a Bon-Bon van feltüntetve.
- A Magyar Mozi TV egy 16:9-es képarányú kópiát sugárzott, ahol az elején a stáblistán a feliratokat modernizálták, de a legfeltűnőbb, hogy a történet szerzőjének Takács Ákosnak a vezetéknevét "Barnóczky"-ra írták át, a végefőcímnél viszont az eredeti "Takács" vezetéknevével olvasható, és az itteni végfőcímnél sem a Bon-Bon "Gengszter-dal" című száma hallható. Az idegen nyelvű részeknél lévő feliratokat itt is egy újabb réteggel takarták le, illetve néhány jelenetet pár másodperccel megrövidítettek.

## Filmes bakik
- Amikor Zavarovék megjelennek a Déli pályaudvaron, nedves a peron. Amikor a diáklány felszáll, már teljesen száraz.
- Amikor Edit (Dobó Kata), Jimmy (Kamarás Iván) és Jenőke (Schlanger András) vitatkoznak a Déli pályaudvaron, akkor Jenőke háta mögött az egyik pillanatban Bhv kocsik vannak, a következő pillanatban viszont már Bp 20-33.0 sorozatú termes IC kocsik.
- A mozdony típusa mindig ugyanaz, viszont a pályaszáma egymás utáni jelenetekben megváltozik (M41 2148, M41 2150, M41 2168, M41 2169), a vonat kocsijai is változnak a film során.
- A diáklány (Gryllus Dorka) menet közben az ajtónyitó gombbal nyitja ki a vonat ajtaját, pedig valójában az ajtónyitó gombbal csak akkor lehet kinyitni az ajtót, amikor a vonat áll.
- Amikor a diáklány (Gryllus Dorka) kiugrik, a vonat, bár nem vészfékezéssel állt meg, szinte ugyanott van, mint ahol a kiugráskor volt.
- Bécs és Budapest között valójában dupla vágányú villamosított fővonal van, nem pedig egyvágányú nem villamosított vonal. A filmet a Szabadbattyán-Börgönd vasútvonalon forgatták.
- A film elején, amikor Golyó verekszik az Orosszal, az orosz kérdez valamit: „Kérsz márkát?”, de alulra azt írják ki, hogy „Kérsz lóvét?” Amikor mutatja a pénzt, látni lehet, hogy az nem márka, hanem dollár.
- Lelövik a mozdonyvezetőt, miközben száguld a vonat, de a menetszabályzó kerék, amire a mozdonyvezető ráesik, „nulla” állásban van. Onnantól kezdve senki sem vezette a mozdonyt, ezért az éberségi berendezésnek meg kellett volna azt állítania.
- Papp alezredes a mozgó vonatról való leugráskor a menetirány szerinti jobb kocsiajtóban áll. A következő kameraállásban már az ellenkező oldalon mutatják.
- A filmben több szereplő is Nokia 9110 Communicator típusú mobiltelefont használ, de amikor telefonálnak, fordítva fogják, a kijelzővel és a külső billentyűzettel fülük felé, holott ebben a típusban a sima hátoldalon van a hangszóró és a mikrofon. Illetve a telefon olyan hangon csörög, ami nem létezik ezen a típuson.
- Amikor a vonat elindul a Déli pályaudvarról, és a mozdonyvezetőt mutatják, ahogy feloldja a fékezőszelepet, látszik, hogy nem is a budapesti pályaudvaron készült a felvétel, hanem Székesfehérvár állomáson. A következő jelenetben ismét a Déliből induló szerelvényt mutatják...
- Amikor a Déli pályaudvaron menesztik a vonatot, akkor M41-es dízelmozdony helyett V43-as illetve horvát vasúttól csereszerződésben Magyarországon dolgozó Hz1142-es villamosmozdony van az elején, bár hivatalosan a bécsi vonatokat villamosmozdonynak kéne vontatnia.
- A mozdonyvezető lelövése után Papp alezredesék aggódva nézik a táblát, amelyen a vonat Kelenföld előtt jár. A mozdonyvezető nélkül ettől a ponttól a Nyugatiig a körvasúton eljutni ekkora sebességgel lehetetlen.
- A tv- és DVD változaton több helyen rossz szövegű feliratokat használtak, vagy az adott szöveg feliratát rossz helyre helyezték:
  - A diáklány kivégzése után Zavarov azt mondja az embereinek, hogy  „Kidobni!”, viszont a „Kidobni!” feliratot a kivégzés előtt helyezték el, mintha azzal a mondattal zárná az Edithez intézett szövegét.
  - Amikor Zavarov megmondja, hogy az emberei két napig is talpon maradnak, akkor utána hozzá teszi, hogy "Na, mi van? Fordíts!" Ezt a két mondatot teljes egészében kiírják, de a "fordíts" szó kiejtésénél azt írják ki, hogy "Túl sokat pofázott.", holott ezt a mondatot az alvezér (Kaszás Géza) mondja, közvetlenül a "Miért bízol meg benne? Tudták, hogy a vonaton vagyunk." szövege előtt. És amikor elhangzik oroszul a "Tudták, hogy a vonaton vagyunk.", akkor ott a felirat már eltűnik.
  - A tűzharc során Béci fejbe lövi a vonatból kihajoló gengsztert, mire az alvezér káromkodik. Az eredeti változatban „Anyád!” szerepel a feliraton, viszont a tv- és DVD-változatban az „Anyád!” után a csak később elhangzó „Vigyük sértetlenül!” is ki van írva. Amikor a gengszterek Bécit elkapják, akkor az alvezér az említett „Vigyük sértetlenül!” után hozzá teszi, hogy „Hátha akkor többet fizet!”, viszont a „Hátha akkor többet fizet!” helyett a „Hátha akkor többet megtudunk!” felirat olvasható.
  - A bomba bekapcsolása után Zavarov azt mondja, hogy "Csak ilyen káoszban tudok lelépni. Magyarok és osztrákok nem érdekelnek.", viszont a feliratoknál csak az első mondat van kiírva, a másodiknál nincs semmi felirat.
  - A jegyvizsgáló kivégzése előtt Zavarov azt mondja Bécinek, hogy „Öregem! Elkaptalak!”, a feliratoknál viszont csak az „Öregem” szerepel, és az is úgy, mintha Béci azzal zárná a Zavarovhoz intézett szövegét.

(A Magyar Mozi TV által sugárzott kópián ezek a feliratos hibák ki lettek javítva).

## Nézettség
A nézettségi adatok szerint 57 084 jegyet adtak el rá.